# HD 20367
HD 20367 är en ensam stjärna belägen i den norra delen av stjärnbilden Väduren. Den har en skenbar magnitud av ca 6,40 och kräver åtminstone en handkikare för att kunna observeras. Baserat på parallax enligt Gaia Data Release 2 på ca 38,3 mas, beräknas den befinna sig på ett avstånd på ca 85 ljusår (ca 26 parsek) från solen. Den rör sig bort från solen med en heliocentrisk radialhastighet på ca 6,4 km/s. Baserat på dess rörelse genom rymden antas den ingå i rörelsegruppen av stjärnor med gemensam egenrörelse i Ursa Major och som antagligen har ett gemensamt ursprung.

## Egenskaper
HD 20367 är en gul till vit stjärna i huvudserien av spektralklass F8 V. Den har en massa som är ca 1,1 solmassor, en radie som är ca 1,1 solradier och har ca 1,6 gånger solens utstrålning av energi från dess fotosfär vid en effektiv temperatur av ca 6 100 K.

## Planetsystem
I juni 2002 tillkännagavs att en exoplanet av Jupiters storlek eller större, som kretsade kring stjärnan hade hittats, med en omloppsperiod av 1,285 år och en excentricitet på 0,32. Den excentriska naturen hos planetens bana innebär att den tillbringar en del av varje omlopp kring stjärnan utanför den beboeliga zonen. Efterföljande observationer har dock ej kunnat bekräfta existensen av planeten.
| Planet | Massa      | Halv storaxel (AE) | Siderisk omloppstid (d) | Excentricitet | Inklination | Radie |
| ------ | ---------- | ------------------ | ----------------------- | ------------- | ----------- | ----- |
| b      | ≥1,17 ± MJ | 1,246 ± 0,075      | 469,5 ± 9,3             | 0,320 ± 0,090 | -           | -     |